# Katalin Gödrös
Katalin Gödrös (* 24. Oktober 1969 in Zürich) ist eine Schweizer Regisseurin, Filmproduzentin und Drehbuchautorin.

## Leben
Nach der Matura studierte Gödrös von 1992 bis 1996 an der Filmakademie Budapest mit Schwerpunkt Produktion. Seit 1992 produzierte sie diverse Kurzfilme, seit 2005 ist sie auch als Regisseurin, Co-Autorin und Serienkonzeptentwicklerin tätig. Sie lebt und arbeitet seit 1996 in Berlin. Von 2009 bis 2011 hatte sie die künstlerische Leitung von Cinema Total im Collegium Hungaricum Berlin, bis 2011 von Pitch Stop, ebenfalls im Collegium Hungaricum. Seit 2012 ist sie Dozentin an der Deutschen Film- und Fernseh-Akademie Berlin. Sie kehrt regelmäßig für Regiearbeiten in die Schweiz zurück. Seit 2021 ist sie Professorin an der Internationalen Filmschule Köln.

## Filmografie
Regie
- 1993: Dogstyle
- 1998: Play
- 1998: Brüder
- 2002: Mutanten
- 2004: Lous Waschsalon
- 2010: Songs of Love and Hate[2][3]
- 2015–2017: Der Bestatter (6 Folgen)
- 2016: Im Nirgendwo[4]
- 2019: Tatort: Ausgezählt
- 2019: Amen Saleikum – Fröhliche Weihnachten
- 2024: Jakobs Ross

Drehbuch
- 2002: Mutanten
- 2009: Der Schwimmer
- 2010: Songs of Love and Hate

Produktion
- 1995–1996: Sexy Sadie
- 1996–2000: L’Amour
- 2004–2005: Almost Heaven